# Elm Creek (Nebraska)
Elm Creek – wieś w Stanach Zjednoczonych, w stanie Nebraska, w hrabstwie Buffalo.